# Équipe de France de rugby à XV en 1965
L'équipe de France de rugby à XV, en 1965, dispute quatre matchs lors du Tournoi des Cinq Nations, puis un match face à l'Italie. En novembre, elle affronte la Roumanie.

## Tournoi des Cinq Nations
voir Tournoi des Cinq Nations 1965 et La France dans le Tournoi des Cinq Nations 1965
L'équipe de France de rugby à XV termine le Tournoi des Cinq Nations 1965 à la seconde place, ex aequo avec l'Irlande avec deux victoires, un match nul et une défaite. Sa victoire face aux Gallois empêche ces derniers de remporter le Grand chelem.

## Tableau des matchs
| Date             | Lieu                        | Adversaire | Score   | Type              | Équipe et réalisations |
| 9 janvier 1965   | Colombes                    | Écosse     | V 16-8  | Cinq Nations      | Paul Dedieu - Jean Gachassin, Guy Boniface, Jean Piqué, Christian Darrouy - (o) Jean Capdouze - (m) Lilian Camberabero Michel Crauste (cap), André Herrero, Maurice Lira - Benoît Dauga, Walter Spanghero - Arnaldo Gruarin, Jean-Michel Cabanier, Jean-Claude Berejnoï - 4 essais (Darrouy -2, Piqué, Gachassin) - 2 transformations (Dedieu)                                                         |
| 23 janvier 1965  | Dublin                      | Irlande    | N 3-3   | Tournoi 5 Nations | Paul Dedieu - Jean Gachassin, Guy Boniface, Jean Piqué, Christian Darrouy - (o) Jean Capdouze - (m) Lilian Camberabero - Michel Crauste (cap), André Herrero, Maurice Lira - Benoît Dauga, Walter Spanghero - Arnaldo Gruarin, Jean-Michel Cabanier, Jean-Claude Berejnoï - 1 Essai (Darrouy) |
| 27 février 1965  | stade de Twickenham         | Angleterre | D 9-6   | Tournoi 5 Nations | Paul Dedieu - Jean Gachassin, Guy Boniface, Jean Piqué, Christian Darrouy - (o) Jean Capdouze - (m) Claude Laborde - Michel Crauste (cap), André Herrero, Jean-Joseph Rupert - Benoît Dauga, Walter Spanghero - Arnaldo Gruarin, Yves Menthillier, Jean-Claude Berejnoï - 1 Essai (Darrouy) - 1 Pénalité (Dedieu)                                                                                      |
| 27 mars 1965     | Colombes                    | Galles     | V 22-13 | Tournoi 5 Nations | Paul Dedieu - Jean Piqué, Guy Boniface, André Boniface, André Campaes - (o) Jean Gachassin - (m) Jean-Claude Lasserre - Michel Crauste (cap), André Herrero, Jean-Joseph Rupert - Benoît Dauga, Walter Spanghero - Arnaldo Gruarin, Jean-Michel Cabanier, Jean-Claude Berejnoï - 4 Essais (G. Boniface - 2, Cabanier, Herrero) - 2 Transformations (Dedieu) - 1 Pénalité (Dedieu) - 1 Drop (Lassere) - |
| 18 avril 1965    | Stade de la Croix du Prince | Italie     | V 21-0  | Test Match        | Claude Lacaze - Jean Piqué, Guy Boniface, André Boniface, Christian Darrouy - (o) Jean Gachassin - (m) Jean-Claude Lasserre - Michel Sitjar, Michel Crauste (cap) , Jean-Joseph Rupert - Benoît Dauga, Walter Spanghero - Arnaldo Gruarin, Jean-Michel Cabanier, Jean-Claude Berejnoï - 5 Essais (Darrouy-2, G. Boniface, Gruarin, Rupert) - 3 Transformations (Lacaze)                                |
| 28 novembre 1965 | Lyon                        | Roumanie   | V 8-3   | Test Match        | Claude Lacaze - Pierre Besson, Guy Boniface, André Boniface, Christian Darrouy - (o) Jean Gachassin - (m) Jean-Claude Lasserre - Michel Crauste (cap), Maurice Lira, Michel Sitjar - Benoît Dauga, Walter Spanghero - Jean-Claude Berejnoï , Jean-Michel Cabanier, André Abadie - 2 Essais (G. Boniface) - 1 Transformation (André Boniface)                                                           |